# Harlekin Bábszínház

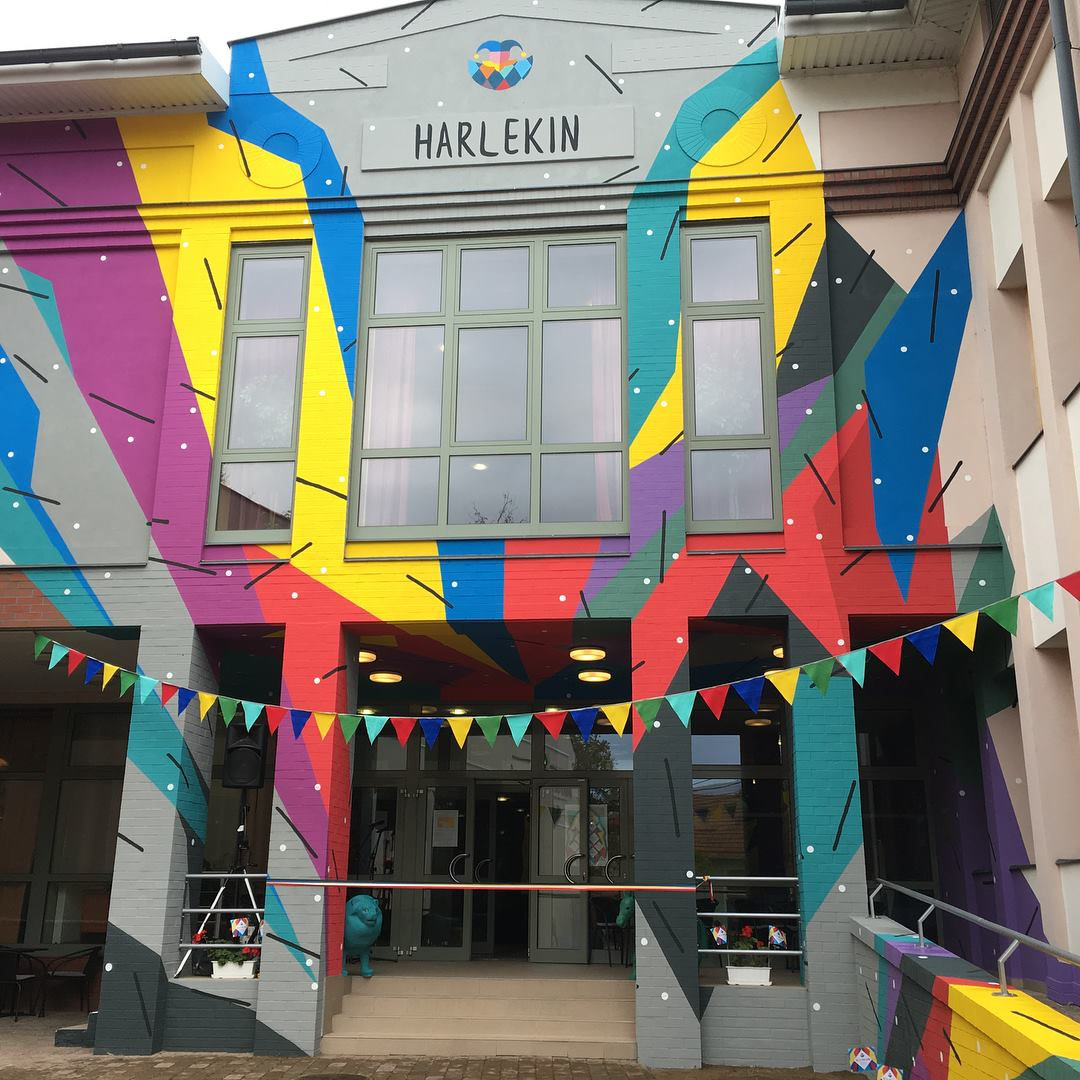

A Harlekin Bábszínház, Egerben, a Bartók Béla tér 6. szám alatt, a Forrás Gyermek és Ifjúsági Ház épületében működő kulturális intézmény.

## Története
1965 szeptemberében Demeter Zsuzsa kezdeményezésére létrejött a középiskolásokból álló Egri Bábszínpad. Nem sokkal túl a gyermekkoron a színpad tagjai lelkesen kezdtek hozzá a bábszakköri munkához. 1966-ban a Pécsi Felnőtt Bábfesztiválon díjat nyert a Weöres Sándor megzenésített verseiből készített, UV-technikával előadott összeállításuk. Ettől kezdve egyre nagyobb kedvvel dolgoztak a társulat tagjai. Mivel Eger volt a gyermek bábjátékosok módszertani központja, az évi két bemutatón kívül a bábosok szerveztek még bábcsoportvezetői tanfolyamokat (ezeket tagjaik jó része is elvégezte), tájkonferenciákat, gyermekbábfesztiválokat és bábjátékos szaktáborokat is, ahol mindig más-más technikával ismertették meg a pedagógusokat és a gyerekeket. A Bábszínpadosok sok előadást tartottak és sokfelé jártak: tapsoltak nekik többek közt Chudimban (Csehszlovákia), Poriban (Finnország), ám a legemlékezetesebb az egyhónapos turné volt 1970-ben Algériában és Tunéziában.
A különböző elismerések sem várattak sokáig magukra: nívódíjak, elismerő oklevelek, a kétszer megkapott „Kiváló Együttes” címek, sőt 1972-ben a Ki-Mit-Tud? döntőig is eljutottak... 1979-ben át- és újjáalakult a társulat, és az akkori Úttörőházban, a mai Forrás Gyermek és Ifjúsági Központban kaptak helyet. 1985-ben az Egri Gárdonyi Géza Színház tagozataként a vidéki bábszínházak közül másodikként megalakult az egri Harlekin Bábszínház. A tagok nagy része az egykori, középiskolásokból álló csapatban is dolgozott. Alapítók: Balogh Ágnes, Demeter Zsuzsa, Golen Mária, Havasy György, Kiss Árpád, Lénárt András, Lénárt Andrásné, Lovasy László, Lovasyné Stuth Erzsébet, Pál Ilona, Stuth Zsuzsa, Tóth Ákos, Tóth Erzsébet 1985 nyarán egy felnőtt műsorral, a Lovasy–Lénárt szerzőpáros által színpadra állított „Ferde tükör” cíművel neveztek a VII. Nemzetközi Pécsi Bábfesztiválra, ahol Unima-diplomát nyertek, később pedig a „Hófehérke” és a „Sárkányölő Vízi Sándor” című produkciók kaptak Minisztériumi Nívódíjat.
Különlegességnek számít Eger életében az is, hogy a bábszínház visszatért a vasárnapi matinékhoz, így a családoknak a hétvégén sem kell nélkülözniük a gyermekprogramokat. A Harlekin rendszeresen tart előadásokat a megye különböző településein, községekben és városokban. A vidéken tartott előadásoknál elsődleges szempont, hogy az előadás színvonala a lehetőségekhez mérten – egyenértékű legyen azzal, amit a székhelyen lévő bábszínházban láthat a közönség.
A megyehatárokat túllépve az ország számos városában lépett már fel előadásaival a Harlekin, például Budapesten, Szegeden, Pécsett, Kecskeméten, Békéscsabán stb. A Harlekin Bábszínház rendszeresen vesz részt a magyarországi hivatásos bábszínházak fesztiváljain. Előadásai különböző fesztiválokon többször is UNIMA-diplomát (Nemzetközi Bábművész Szövetség) kaptak. Az együttes a 21. században egyre több meghívást kap különböző nemzetközi fesztiválokra. A 2004/2005-ös évadban a Harlekin Bábszínház részt vett a kolozsvári (Románia), ungvári (Ukrajna), wroclawi (Lengyelország) és tolosai (Spanyolország) fesztiválokon. 2005 tavaszán hagyományteremtő szándékkel megrendezésre került az I. Nemzetközi Kortárs Bábművészeti Fesztivál, amelyet a Harlekin Eger Város Idegenforgalmi és Kulturális Irodájával együtt szervezett. A fesztiválon a külföldi együtteseken kívül a legizgalmasabb hazai bábelőadásokat is láthatta a közönség. A fesztivál remélhetőleg újabb híveket fog szerezni a bábjátéknak, és a rendezvény jelentős lépés lehet a bábművészet „nagykorúsítása” felé. A Harlekin egyébként is mozgalmas hétköznapjainak jelentős eseménye a 2006. szeptember 29-i ünnepélyes épületavatás, hiszen egy példaértékű beruházás keretében teljesen új épületet kapott a Harlekin Bábszínház. Az Eger Megyei Jogú Város kezdeményezésére kezdődött komplex korszerűsítési munkálatokhoz címzett állami támogatás és a Heves Megyei Önkormányzat anyagi segítsége járult hozzá. Kuriózumnak számít, hogy a megújult színpadtér, technika és műhely mellett egy Stúdiószínpad is kialakításra került, amely kísérleti produkcióknak és felnőtt előadásoknak biztosít teret.
A Harlekin Bábszínház elsősorban a gyermekeknek játszik. A repertoár összeállításánál fontos szempont, hogy a világ meseirodalmát, a magyar népmeséket és kortárs magyar írók műveinek bábszínpadi átdolgozásait is műsorra tűzzék. Így kerülnek színpadra, egymást váltva, Benedek Elek és Lázár Ervin, Hans Cristian Andersen és Békés Pál, Michel Tournier és Petőfi Sándor művei. Minden évadban valamilyen különleges előadással próbálják meglepni a gyerekközönséget, például Benjamin Britten és Eric Crozier A kis kéményseprő című gyermekoperája volt az az előadás, amely a bábjátékban szokatlan és izgalmas élményt jelentett a nézőknek. Rendkívül fontos a színház számára, hogy előadásaik látványvilága, vizuális megjelenítése – a bábok és a díszletek – minden esetben a meglepetés erejével hassanak, hogy titkaikkal és csodáikkal elvarázsolják és lekössék a nézők figyelmét, hogy a csodák a színpadon és a nézőkben egyaránt megtörténjenek. Emellett a zene, a ritmus is különösen fontos, mint ahogy például az a „Csörömpölők” című előadásból is kiderült. A gyerekelőadások mellett évadonként egy felnőtt előadást is készít a színház. A 2013/14-es évadban került bemutatásra William Shakespeare: Hamlet drámája, Somogyi Tamás rendezésében, mely nagy sikert aratott 2015 októberében az Ostravai Nemzetközi Bábfesztiválon. Illetve novemberben a Gyermek- és Ifjúsági Színházi Szemlén, a Hamlet elnyerte a Nemzeti Kulturális Alap Különdíját és az ezzel járó pénzjutalmat is.
A 2014/15-ös évadban került bemutatásra a Don Quijote, avagy Alonso Quijana útja a végtelenbe ifjúsági darab is, amelyet óriásbábokkal, látványos díszlettel vitt színre a Harlekin.
A 2014-es év végén készült el a Harlekin Bábszínház történetének eddigi legnagyobb horderejű produkciója, a Dzsungel könyve. A kétfelvonásos musical először elevenedett meg bábszínpadon. A bemutató óta elsöprő sikert aratott, számos felkérésnek tettek eleget többek között a Városmajori Szabadtéri Színpadon, a Budapesti Kulturkúriában, illetve felkérést kaptak 2015. februárra a Budapest Bábszínházba is.
A bábszínház 30 éves születésnapja alkalmából 2015 áprilisában szervezett Kortárs Bábművészeti Napok szakmai rendezvény egyben az egri Tavaszi Fesztivál nyitóprogramja is volt. A háromnapos minifesztiválon bábszínházi előadások, bábtechnikai workshop és egy szimpózium keretében szakmai beszélgetéseken is részt vehettek a vendégek.
2015 őszén jelölték a Harlekin Bábszínházat az „Eger Csillaga” 2015 versenyén, intézmény kategóriában, a bábszínház igazgatóját, Éry-Kovács Andrást pedig a Heves Megyei Príma Díj tíz jelöltje közé választották.

## A 2018/19-es évad bérletben szereplő előadásai
- Stop
- Hüvelyk Matyi
- Kukucs
- Hinta-Palinta
- Diótörő
- A csillagszemű juhász
- Antigoné
- Kacor király
- A brémai muzsikusok
- Tündérszép Ilona és Árgyélus királyfi
- Pinokkió
- Rómeó és Júlia
- Csitt

## Társulati tagok
- Szűcs Réka – Igazgató, rendező, bábszínész
- Méhi Márta – Irodavezető
- Bencze Mónika – Bábszínész
- Mészáros Pancsa – Bábszínész
- Bábinszki Ágnes – Bábszínész
- Soó Gyöngyvér – Bábszínész, rendezőasszisztens
- Sóvári Csaba Olivér – Bábszínész
- Szabados Böbe – Bábszínész
- Szilner Olivér – Bábszínész
- Zádori Szilárd – Bábszínész
- Ádám Flóra – Ügyelő, rendezőasszisztens
- Bathó Tünde – Művészeti titkár
- Tóth György – Gazdasági ügyintéző
- Hollik Mónika – Kulturális szervező
- Macsinka Martina – Kulturális szervező
- Csonka Erzsébet – Bábkészítő
- Kaló Attila – Bábkészítő
- Nagy László – Anyagbeszerző, gépkocsivezető
- Szilágyi László – Világosító
- Nagy József – Hangosító
- Kovács Máté – Világosító, hangosító
- Pók Szabolcs – Díszítő
- Simon Ádám - Díszítő
- Németi Krisztián – Megbízott színpadmester

## Jegyek
Jegypénztár a Bartók Béla tér 6. szám alatt a Harlekin Bábszínház épületében található.
Minden nézőnek jegyet kell váltani. Vannak családi, csoportos jegyek is, és bérlet is váltható. A csoportos jegy gyerekek és az őket kísérő pedagógus számára érvényes. Elővételre is van lehetőség; helyszíni vásárláskor nem garantálják, hogy tudnak még jegyet adni. A jegyek nem fix ülőhelyekre szólnak. 
Személyes vásárlás esetén bankkártyát is elfogadnak. A jegy nyitvatartási időn (hétköznap 8.00 és 16.00 óra között) kívüli átvételére előzetes egyeztetés szükséges. A jegyet legkésőbb az előadás kezdete előtt fél órával lehet átvenni, különben a foglalást törlik. 
Interneten és telefonon is lehet jegyet rendelni: www.harlekin.hu/jegyrendeles
Csak akkor van lehetőség jegy visszaváltására, ha az előadás elmarad.

## Elérhetőségek
- Harlekin Bábszínház, Eger
- https://www.facebook.com/harlekin.babszinhaz/?ref=hl
- harlekineger@gmail.com
- (36) 310-151, +36 (36) 310-151-es vagy a 30/676-8803 telefonszám